# Taenianotus triacanthus
Poisson-feuille
Genre
Espèce
Taenianotus triacanthus, communément appelé Poisson-feuille, est une espèce de poissons marins benthiques de la famille des Scorpaenidae. C'est le seul représentant du genre Taenianotus

## Description
Le poisson-feuille est un poisson de petite taille pouvant atteindre 10 cm de long.
Son corps est fortement comprimé latéralement. Il possède une nageoire dorsale élevée et voilée le poisson-feuille n'est cependant pas venimeux contrairement à ses cousins. Sa bouche en position terminale est de grande dimension.
Il se maintient immobile sur le substrat et se déplace à l'aide principalement de ses nageoires pectorales. Lorsqu'il est stressé, par exemple par la présence d'un plongeur, il se balance pour tenter d'imiter le mouvement d'une feuille morte.
Sa coloration peut varier : il peut être de diverses nuances de blanc, rose, jaune, vert, brun, ou noir.

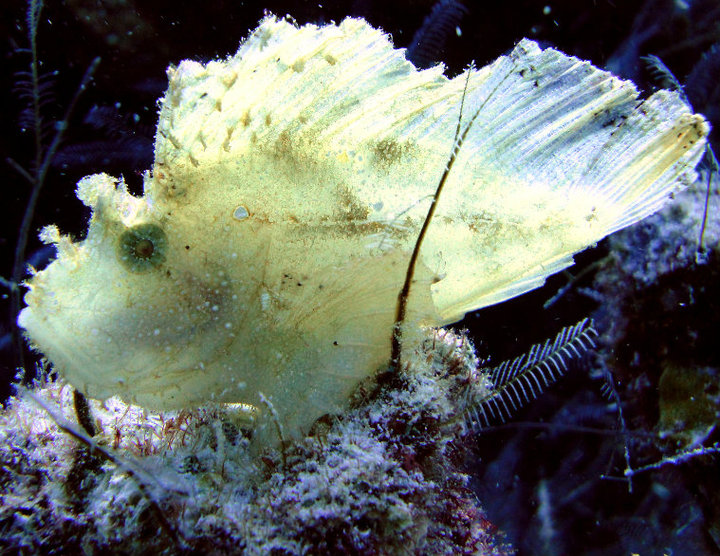
Couleur blanche (Malaisie).
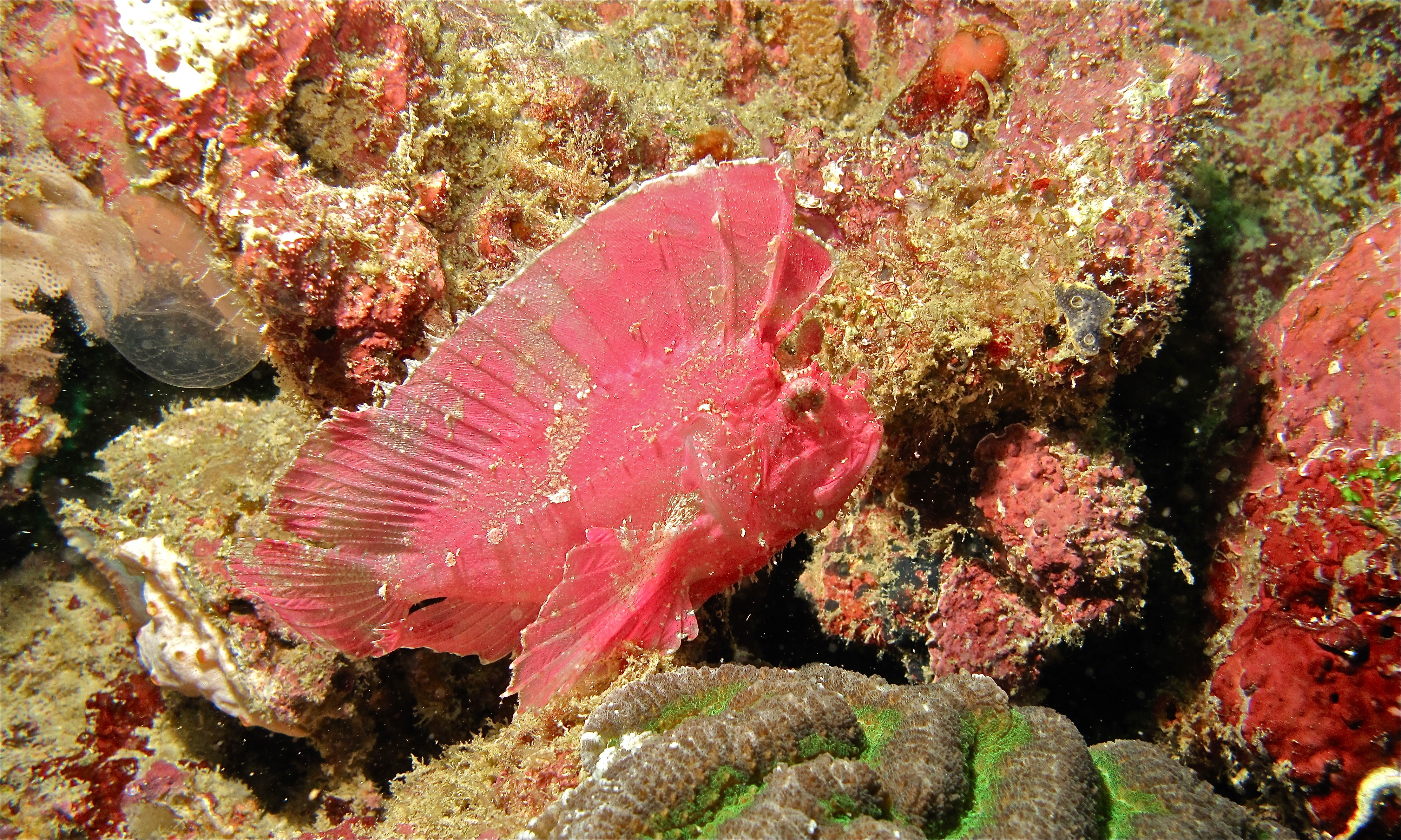
Couleur rose (Malaisie).
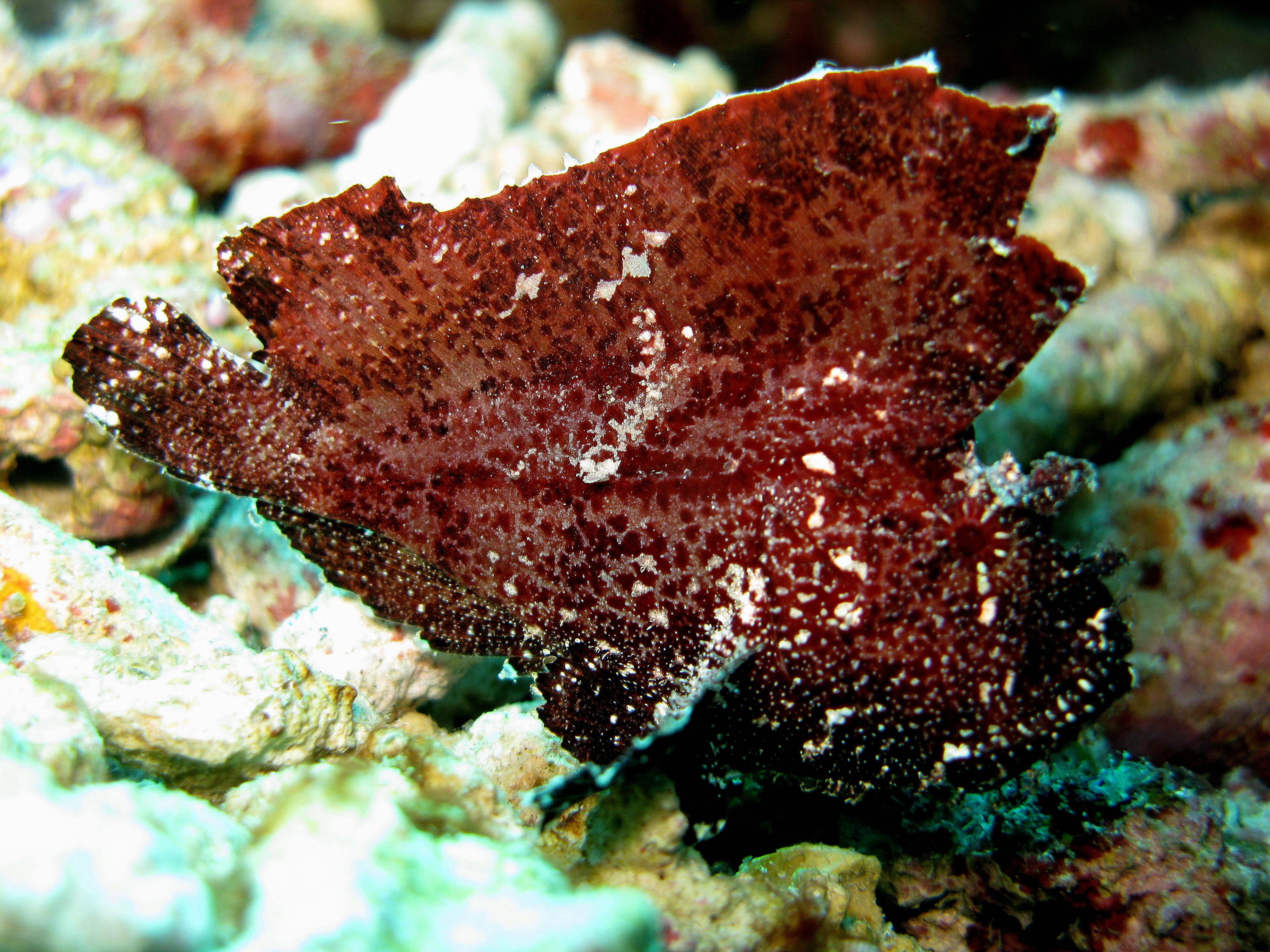
Couleur rouge.
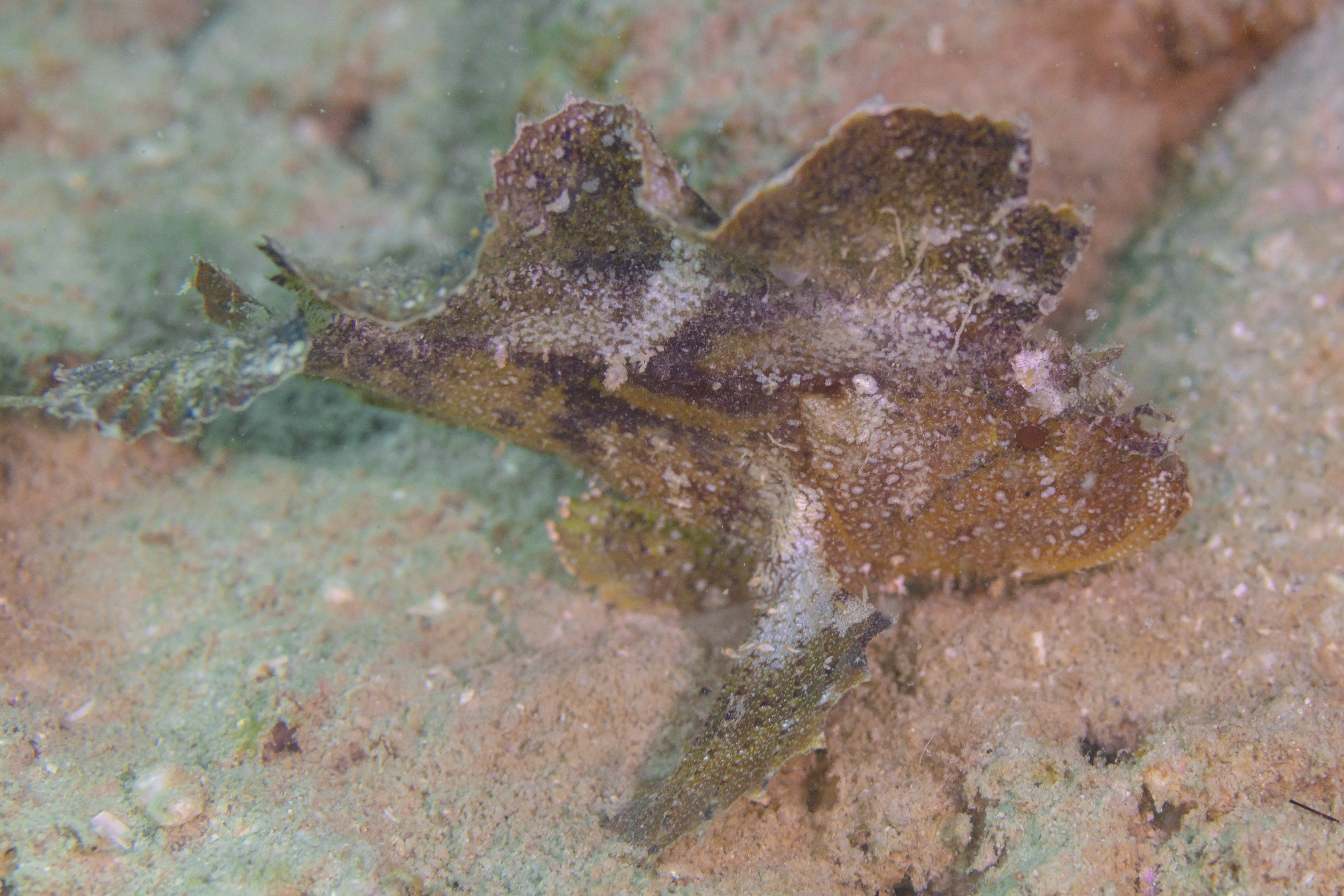
Couleur brune (Tanzanie).
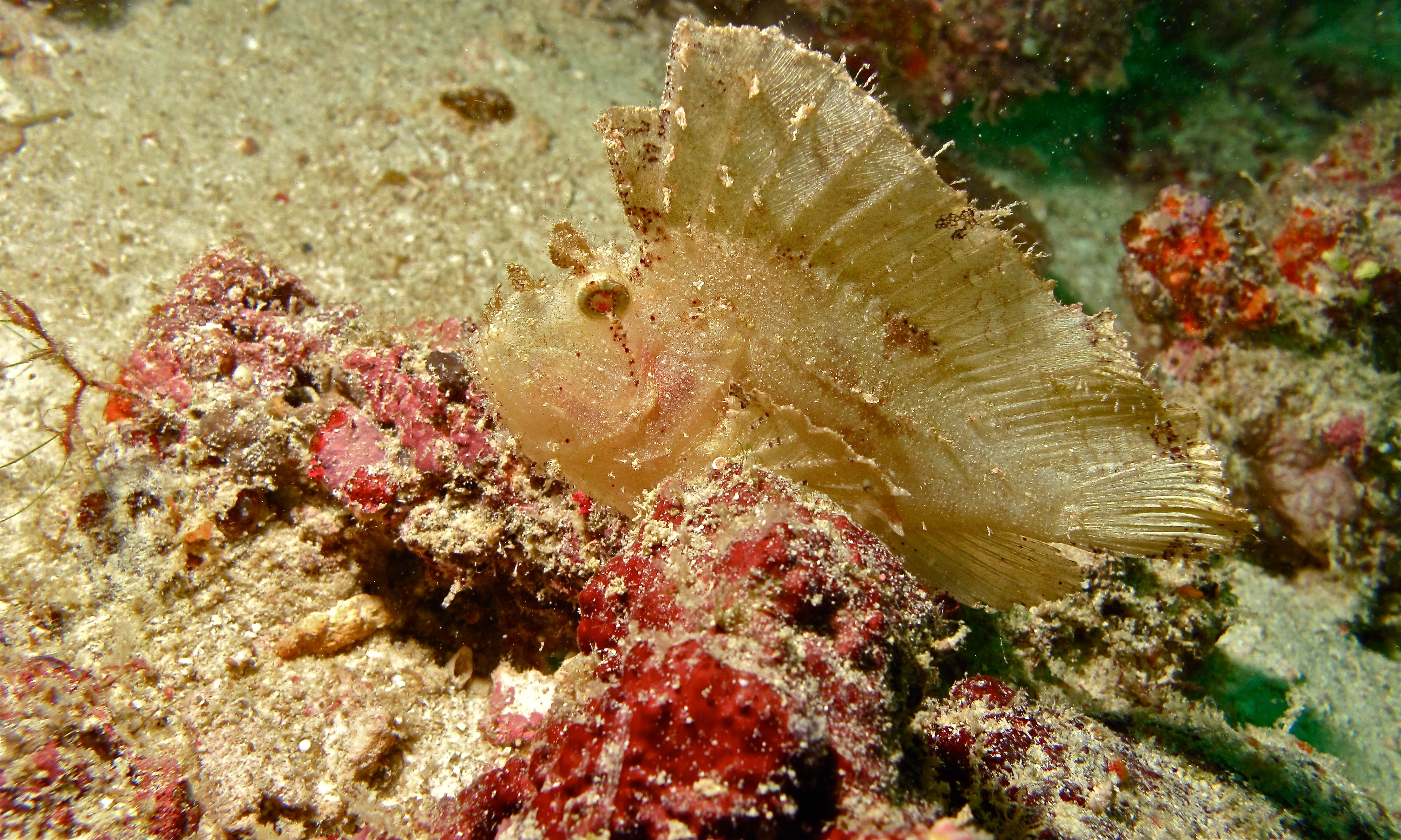
Couleur jaune (Malaisie).
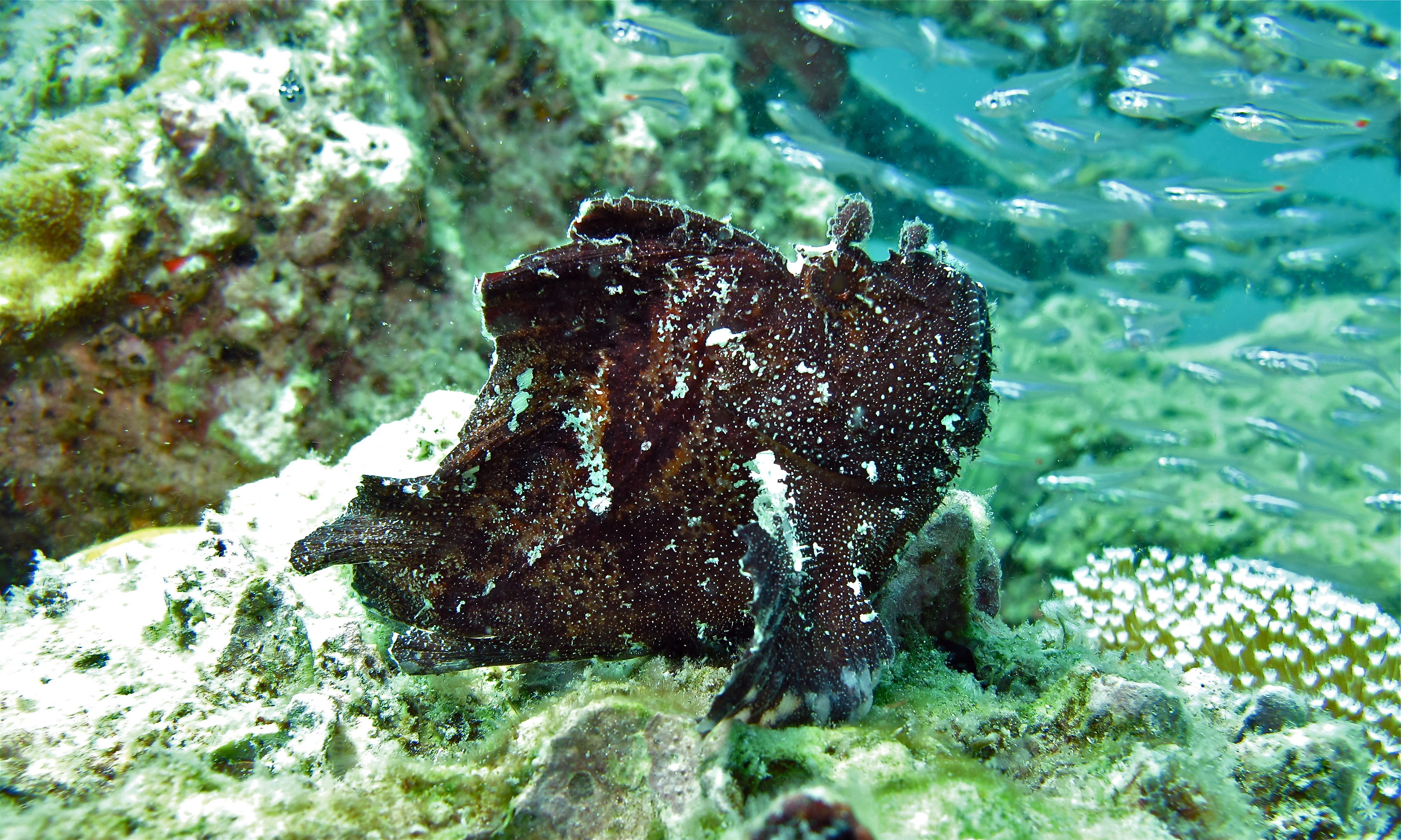
Couleur noire (Malaisie).

## Distribution et habitat
Le poisson-feuille fréquente les eaux tropicales et subtropicales de l'océan Indien jusqu'aux îles océaniques du centre de l'océan Pacifique.
Profondeur de 5 à 100 m. Cette espèce apprécie les zones récifales externes et côtières avec une prédilection pour les secteurs d'éboulis et de corail sain (type Acropora) avec toujours à proximité directe de sa position de chasse un site de repli. Il peut être sédentaire et demeurer sur le même site plusieurs années.

## Alimentation
Le poisson-feuille se nourrit de petits poissons et de crustacés de taille réduite passant à sa portée.

## Comportement
Benthique, nocturne, il chasse à l'affût en attendant le passage de ses proies potentielles.